# Nicolinț, Banatul de Sud

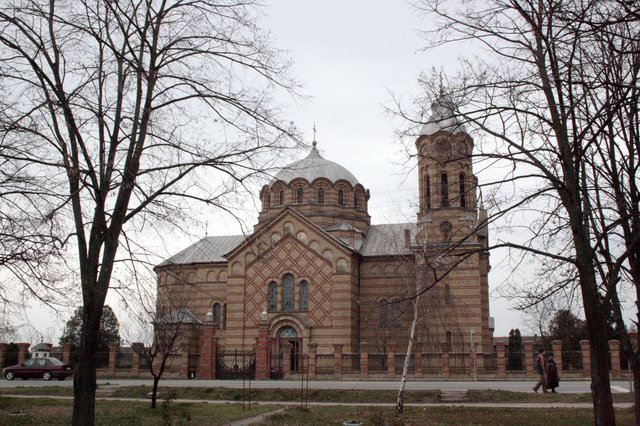
Biserica

Nicolinț (sârbă Nikolinci, maghiară Temesmiklós, germană Nikolinzi, altă variantă în română Nicolinți) este o localitate locuita majoritar de români în Districtul Banatul de Sud, Voivodina, Serbia.

## Imagini din localitate

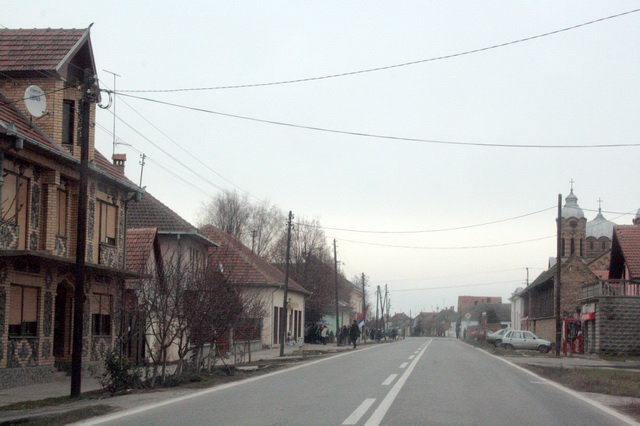
Strada Principala
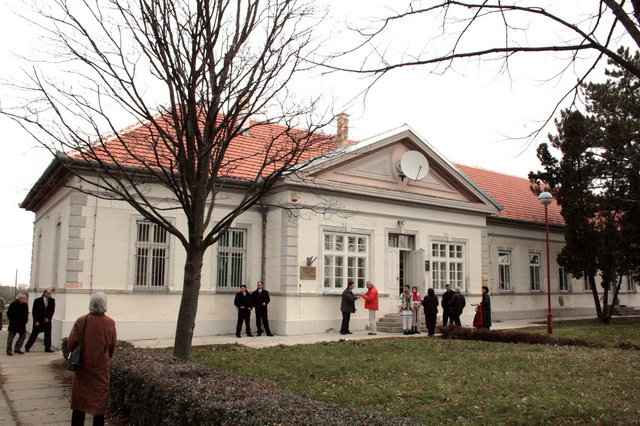
Scoala
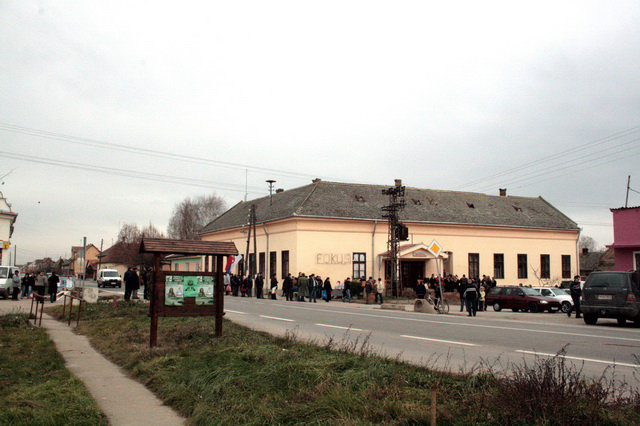
Caffe Bar
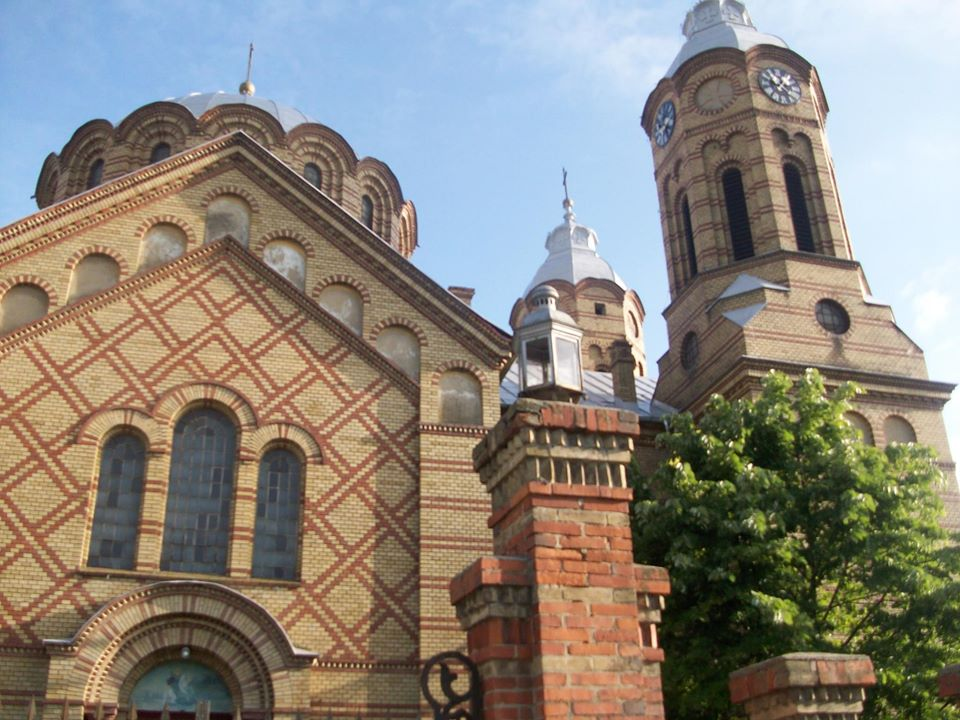
Church
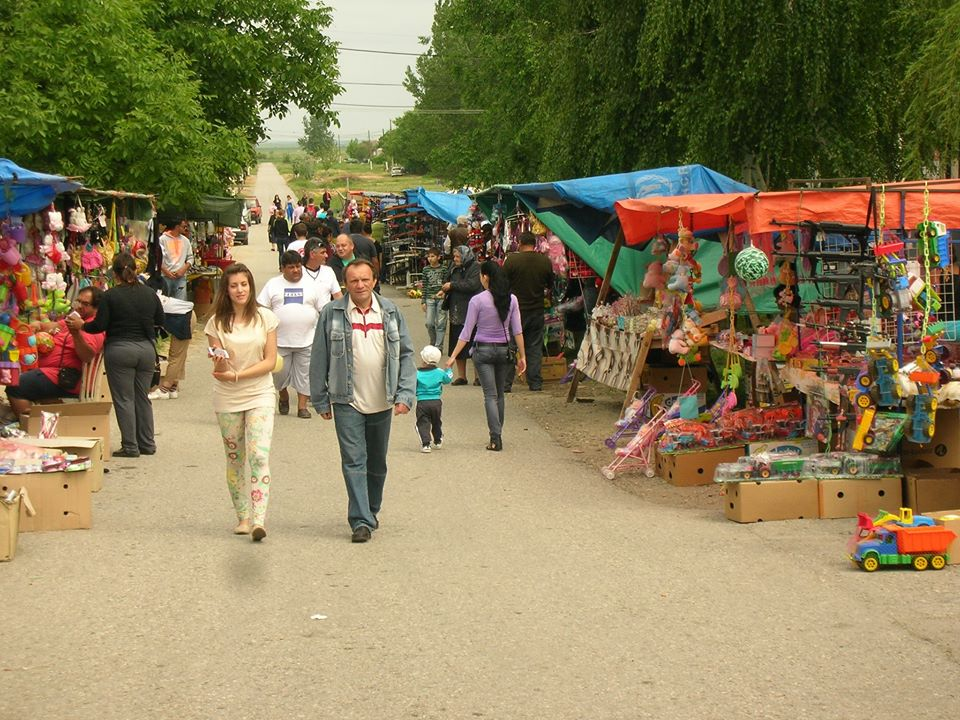
Sf. Gheaorghe
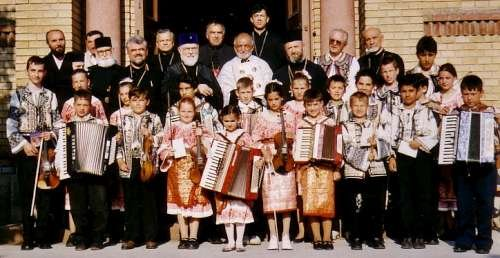
Tinerii
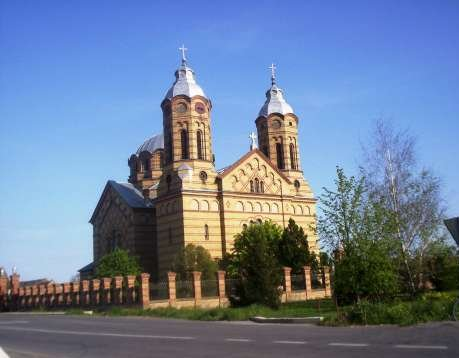
Biserică
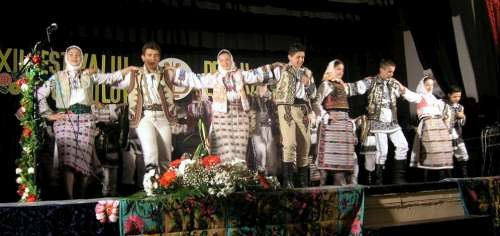
Dansatorii
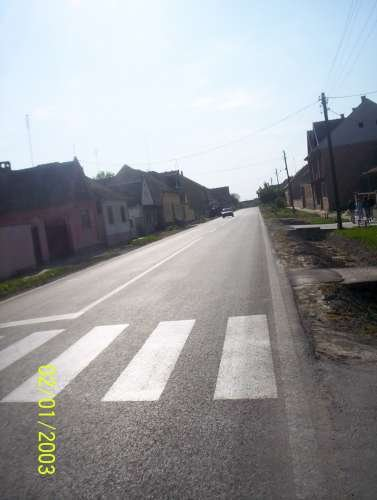
Stradă
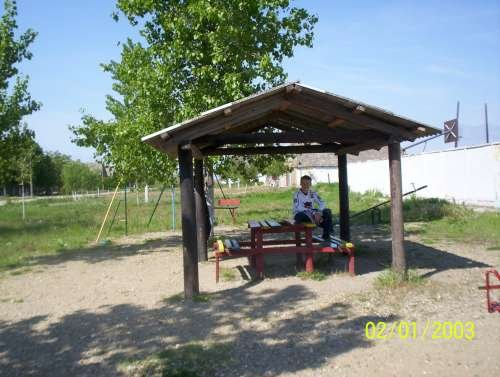
Umbră
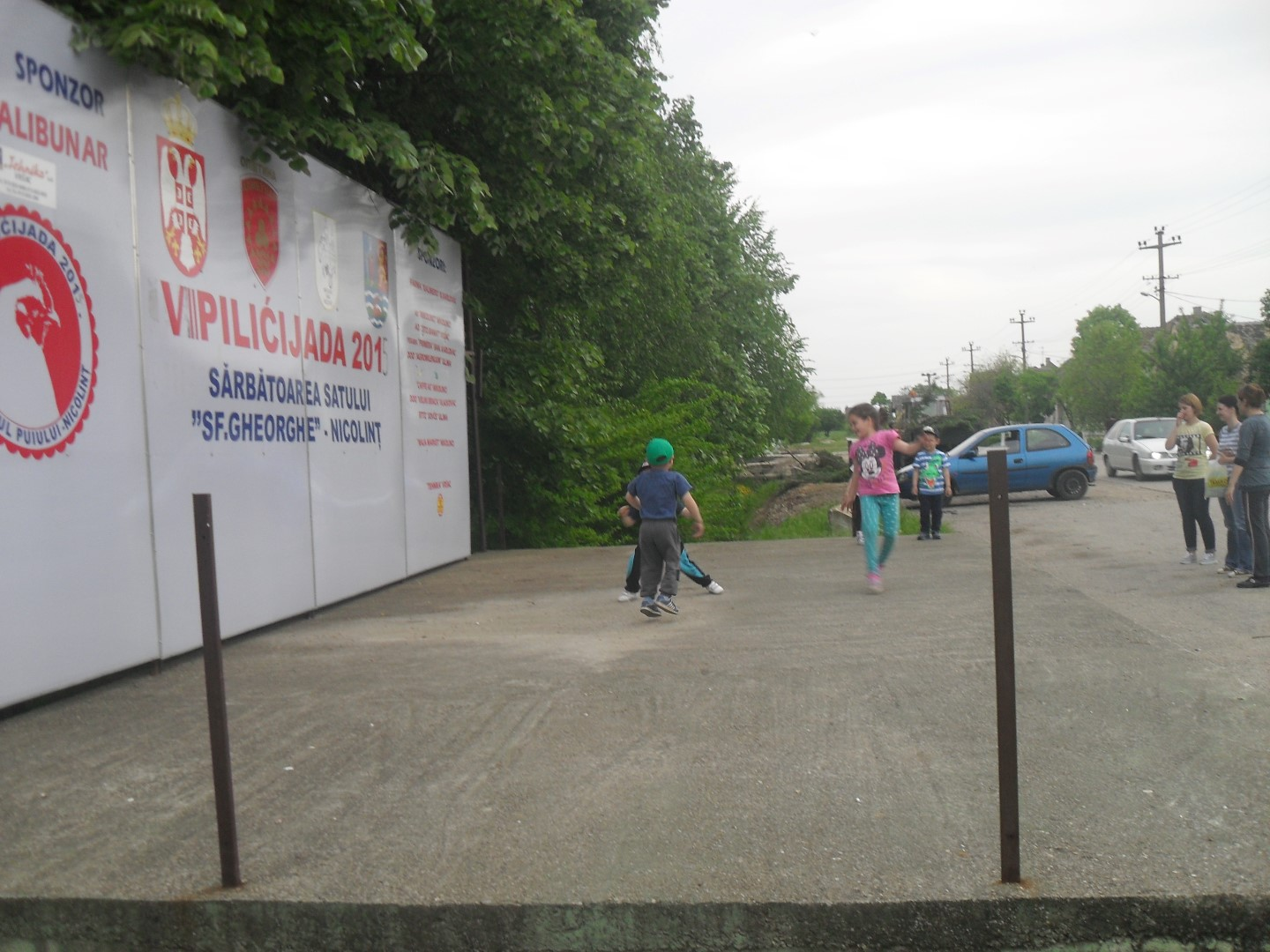
Bina din centru
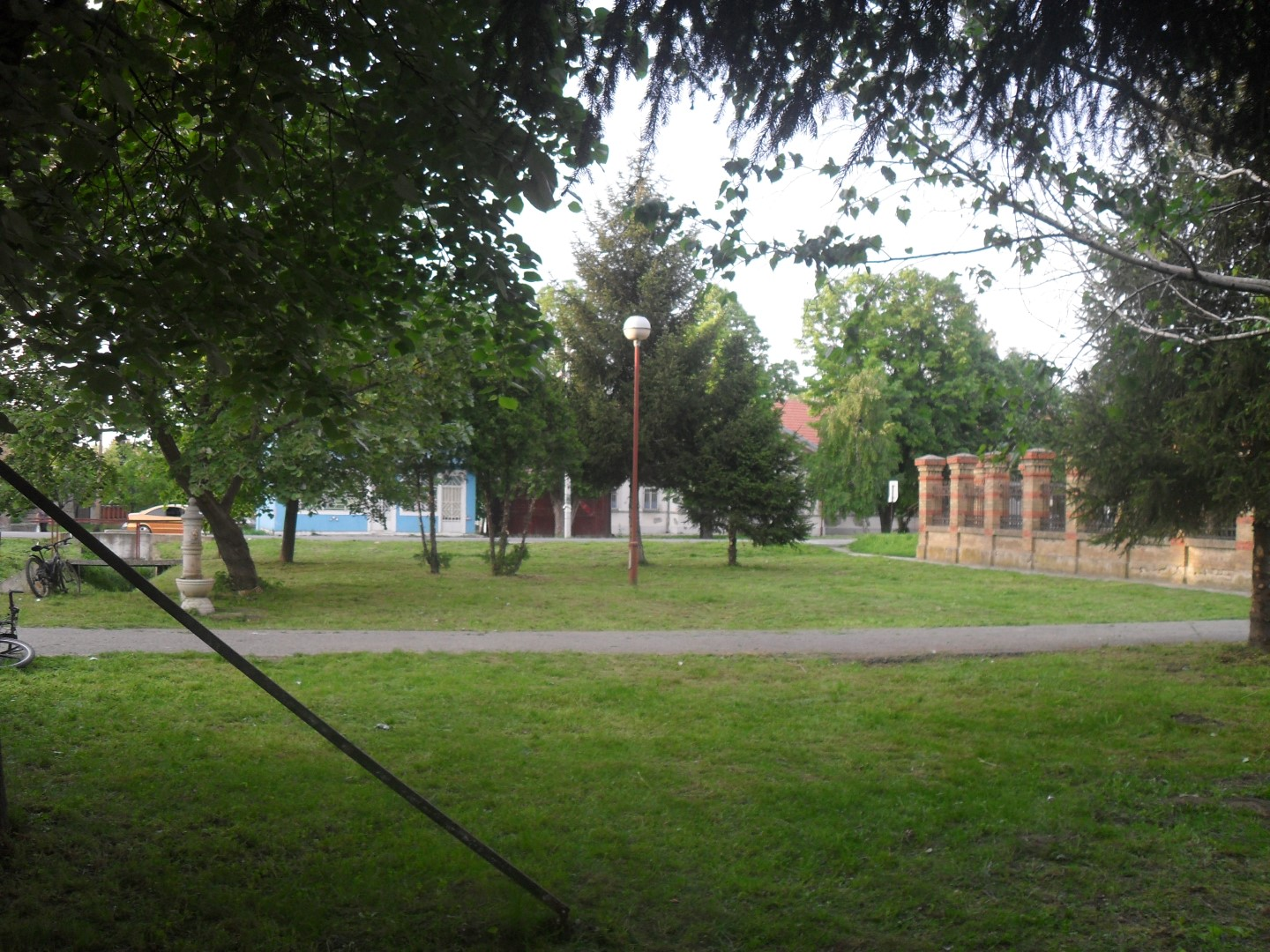
Parcul din fata bisericii
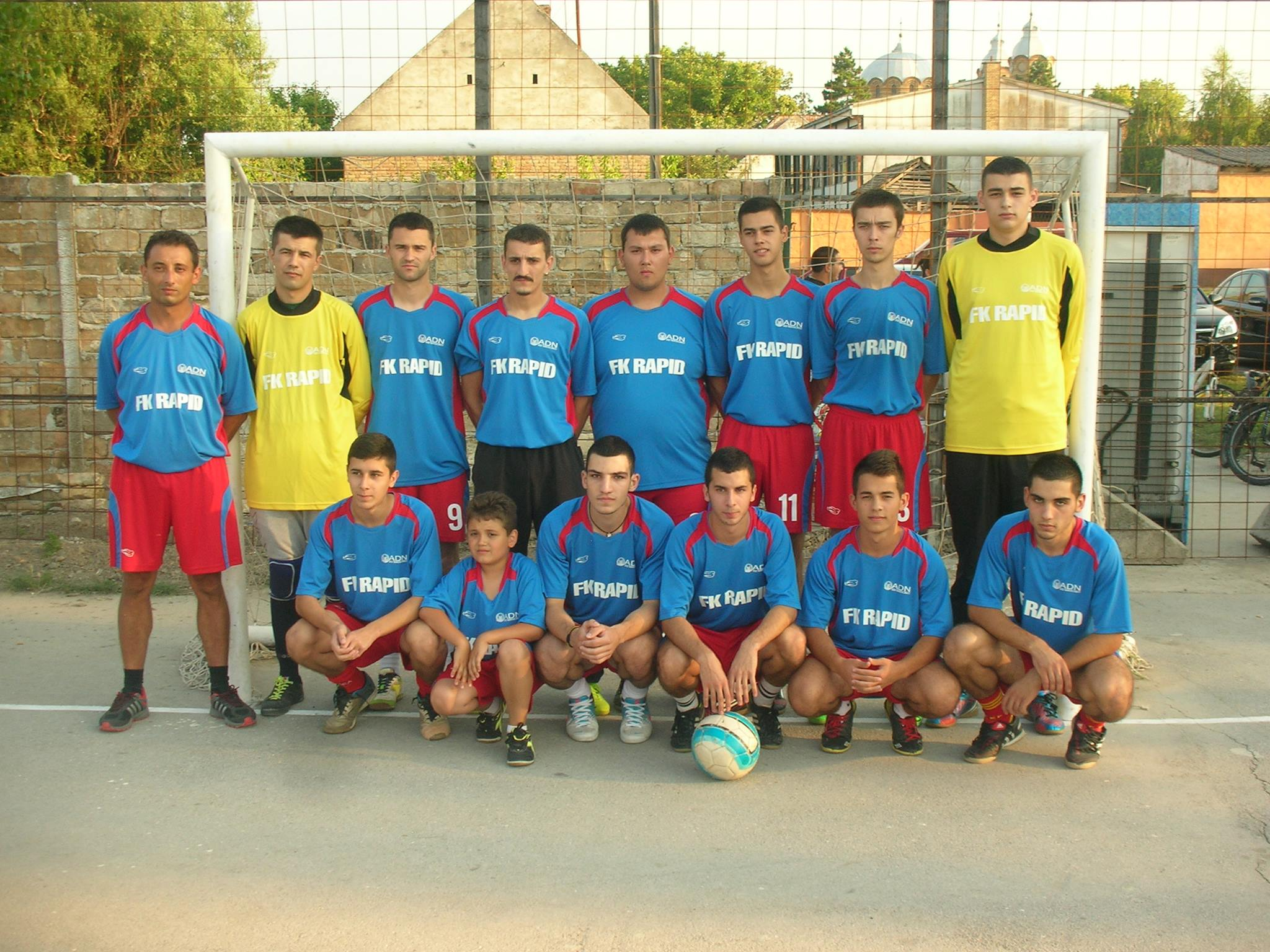
Echipa de fotbal
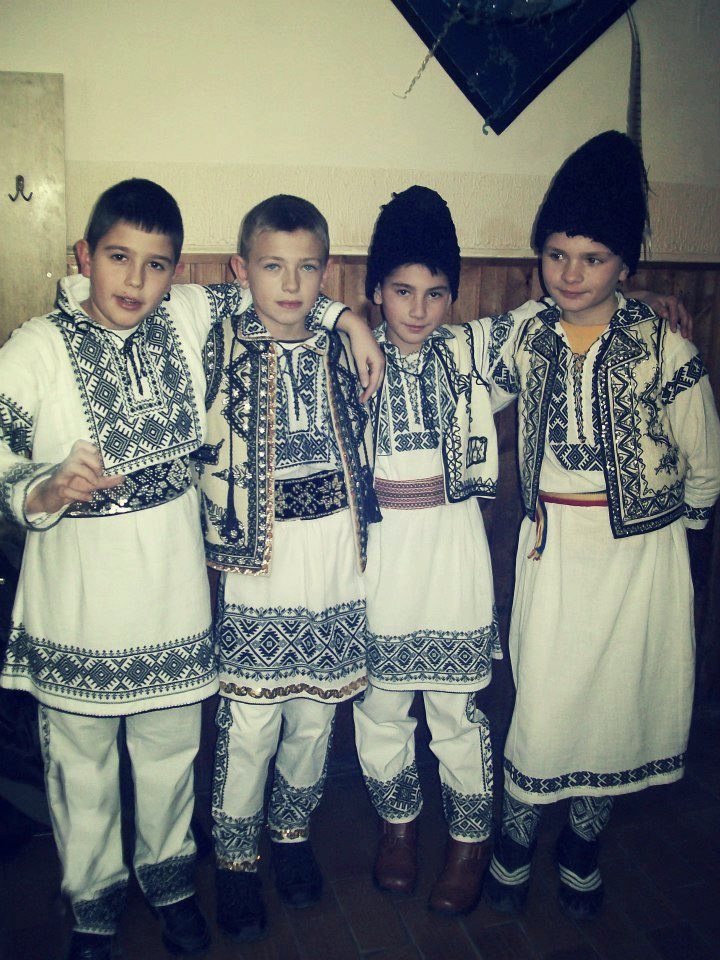
Portul popular românesc din Banatul Sârbesc
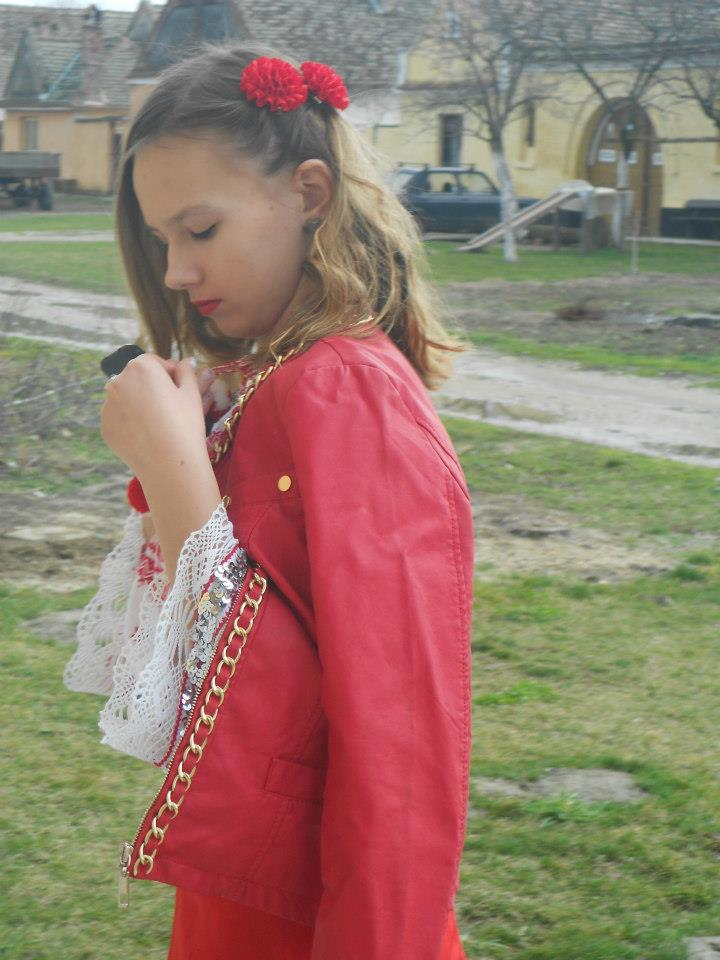
Portul popular românesc din Banatul Sârbesc
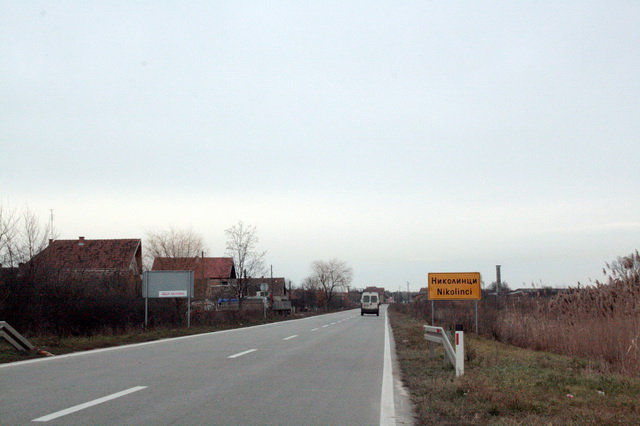
Intrarea în localitate dinspre Belgrad (Banatski Karlovac)